# Bart Moeyaert

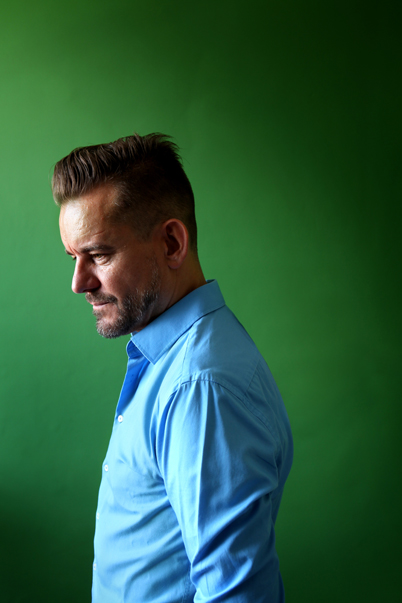
Bart Moeyaert (2017)

Bart Moeyaert (* 9. Juni 1964 in Brügge) ist ein belgischer Kinder- und Jugendbuchautor niederländischer Sprache.

## Leben
Moeyaert wuchs als jüngster von sieben Söhnen des Zimmermädchens Henriette Smessaert und des Grundschullehrers Omer Moeyaert auf. Sein erstes Buch veröffentlichte er mit 19 Jahren. Er absolvierte ein Lehramtsstudium und studierte Niederländisch, Geschichte und Deutsch in Brüssel. Er schrieb seine Diplomarbeit über seinen Lieblingsautor Aidan Chambers, bevor er endgültig Schriftsteller wurde. Moeyaert lebt seit 2006 in Antwerpen und unterrichtet seit 2003 an der Königlichen Akademie der Schönen Künste im Lehrgang für Kreatives Schreiben. Daneben schreibt er Drehbücher und Theaterstücke.
Moeyaert zählt heute zu den großen europäischen Kinder- und Jugendbuchautoren. 2012 wurde er zum vierten Mal für den Hans-Christian-Andersen-Preis nominiert. 2019 erhielt er den angesehenen Astrid-Lindgren-Gedächtnis-Preis. Seine Werke wurden von Mirjam Pressler ins Deutsche übersetzt.
2016 leitete Moeyaert den Gastlandauftritt von Flandern und den Niederlanden auf der Frankfurter Buchmesse.

## Werke (Auswahl)
- Duet met valse noten (dt. Leander, Liselot und die Liebe), 1983
- Terug naar Af, 1986
- Kus me, Querido 1991
  - Küss mich, 1993
- Afrika hinter dem Zaun, 1995, Ravensburger Buchverlag, ISBN 978-3-473-34282-2
- Blote handen (dt. Bloße Hände), 1996
- Suzanne Dantine (1989) bzw. Wespennest (1997) (dt. Im Wespennest)
- Rover, dronkeman (1999) (dt. Räuber, Herzensdieb)
- Het is de liefde die we niet begrijpen (dt. Es ist die Liebe, die wir nicht begreifen), 2001, ISBN 978-3-407-80887-5
- De Schepping (dt. Am Anfang), Peter Hammer Verlag, Wuppertal 2003, ISBN 978-3-87294-938-7
- Dani Bennoni (lang zal hij leven), 2004
- Olek schoot een beer en kwam met een veer op zijn muts weer thuis (dt. Olek schoss einen Bären und nähte sich aus dem Pelz eine Mütze), Peter Hammer Verlag, Wuppertal 2006, ISBN 978-3-7795-0050-6
- Broere (dt. Brüder. Der Älteste, der Stillste, der Echteste, der Fernste, der Liebste, der Schnellste und ich), Carl Hanser Verlag, 2006
- Mut für drei, Carl Hanser Verlag, 2008
- Du bist da, du bist fort, illustriert von Rotraut Susanne Berner, Carl Hanser Verlag, München 2010, ISBN 978-3-446-23469-7
- De baas van alles, dt.: Wer ist hier der Chef?, mit Illustrationen von Katrien Matthys, Carl Hanser Verlag, München 2011, ISBN 978-3-446-23789-6
- Graz, Novelle, Übersetzung Doris Mayer, Luftschacht, Wien 2013
- Hinter der Milchstraße, Carl Hanser Verlag, München 2013, ISBN 978-3-446-24305-7
- Zwei Novellen: Küss Mich und Es ist die Liebe, die wir nicht begreifen, deutsch von Mirjam Pressler, dtv, München 2016, ISBN 978-3-423-62641-5

## Auszeichnungen
- Deutscher Jugendliteraturpreis
  - 1998 (Jugendbuch) für Bloße Hände (illustriert von Rotraut Susanne Berner)
  - 2009 Nominierung (Kinderbuch) von Mut für drei
- Astrid-Lindgren-Gedächtnis-Preis[3]
  - 2019
- Eule des Monats 02/2002 für Es ist die Liebe, die wir nicht begreifen
- Buch des Monats des Instituts für Jugendliteratur
  - 04/2000 für Im Wespennest
  - 01/2004 für Am Anfang
- Boekenleeuw
  - 1996 für Bloße Hände
  - 2000 für Es ist die Liebe, die wir nicht begreifen
  - 2002 für Am Anfang
  - 2012 für Hinter der Milchstraße
  - 2013 für Wie klopt daar?
- Zilveren Griffel
  - 1996 für Bloße Hände
  - 2002 für Het beest heet Mona
  - 2004 für Am Anfang
- Goldene Eule
  - 2001 für Luna van de boom
- Nienke van Hichtum-prijs
  - 2004 für Dani Bennoni (lang zal hij leven)
- LUCHS
  - April 2000 für Im Wespennest
  - Oktober 2003 für Am Anfang
  - August 2006 für Brüder
  - Mai 2008 für Mut für drei
- Die besten 7
  - September 2006 für Olek schoss einen Bären und Brüder. Der Älteste, der Stillste, der Echteste, der Fernste, der Liebste, der Schnellste und ich
  - November 2011 für Wer ist hier der Chef?
- Kröte des Monats
  - September 2006 für Olek schoss einen Bären und nähte sich aus dem Pelz eine Mütze
- Hans Christian Andersen-Preis
  - nominiert: 2002, 2004, 2006, 2012
- Internationales Literaturfestival Berlin
  - 2002: Teilnahme am Kinder- und Jugendprogramm des 2. Internationalen Literaturfestivals Berlin